# Dům čp. 65 (Moravské Budějovice)
Měšťanský dům čp. 65 se nachází v Purcnerově ulici v Moravských Budějovicích v okrese Třebíč a je chráněnou kulturní památkou.

## Historie
Měšťanský dům je situován v Purcnerově ulici při dřívější jižní městské bráně u masných krámů, od kterých je dělí novodobý přístavek z 20. století s bránou domu č. 66. Dům byl postaven v 16. století v renesančním stylu. Koncem osmdesátých let 20. století byl dům adaptován, přičemž byla odstraněna šindelová střecha a původní psaníčkové sgrafito v atikovém patře štítu bylo překryto novodobou hladkou omítkou.

## Popis
Měšťanský dům je jednopatrová nárožní stavba postavena na půdorysu obdélníku s atikovým patrem, zastřešena sedlovou střechou, orientovaná štítovým průčelím do Smetanovy ulice. Fasáda je členěna lizénovými rámy a dvěma okenními osami v přízemí. Pravoúhlá okna jsou v šambránách. K štítové stěně je asymetricky napojen průjezd se segmentovým zakončením a krytý pultovou střechou. Atikové patro členěné dvěma okenními osami nese nízký volutový štít. Sedlová střecha je kryta plechem. Původní okna jsou nahrazena okny plastovými.